# Colubrina
Colubrina är ett släkte av brakvedsväxter. Colubrina ingår i familjen brakvedsväxter.

## Bildgalleri

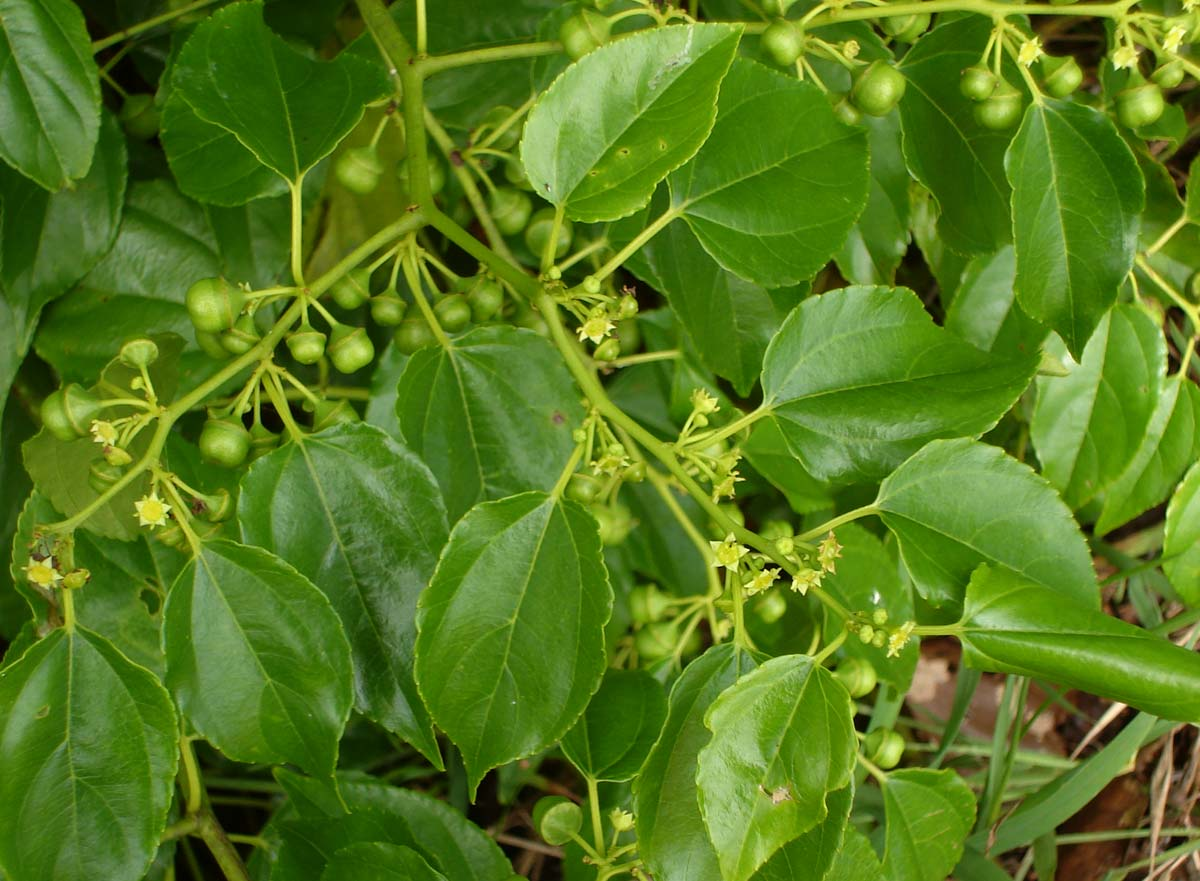
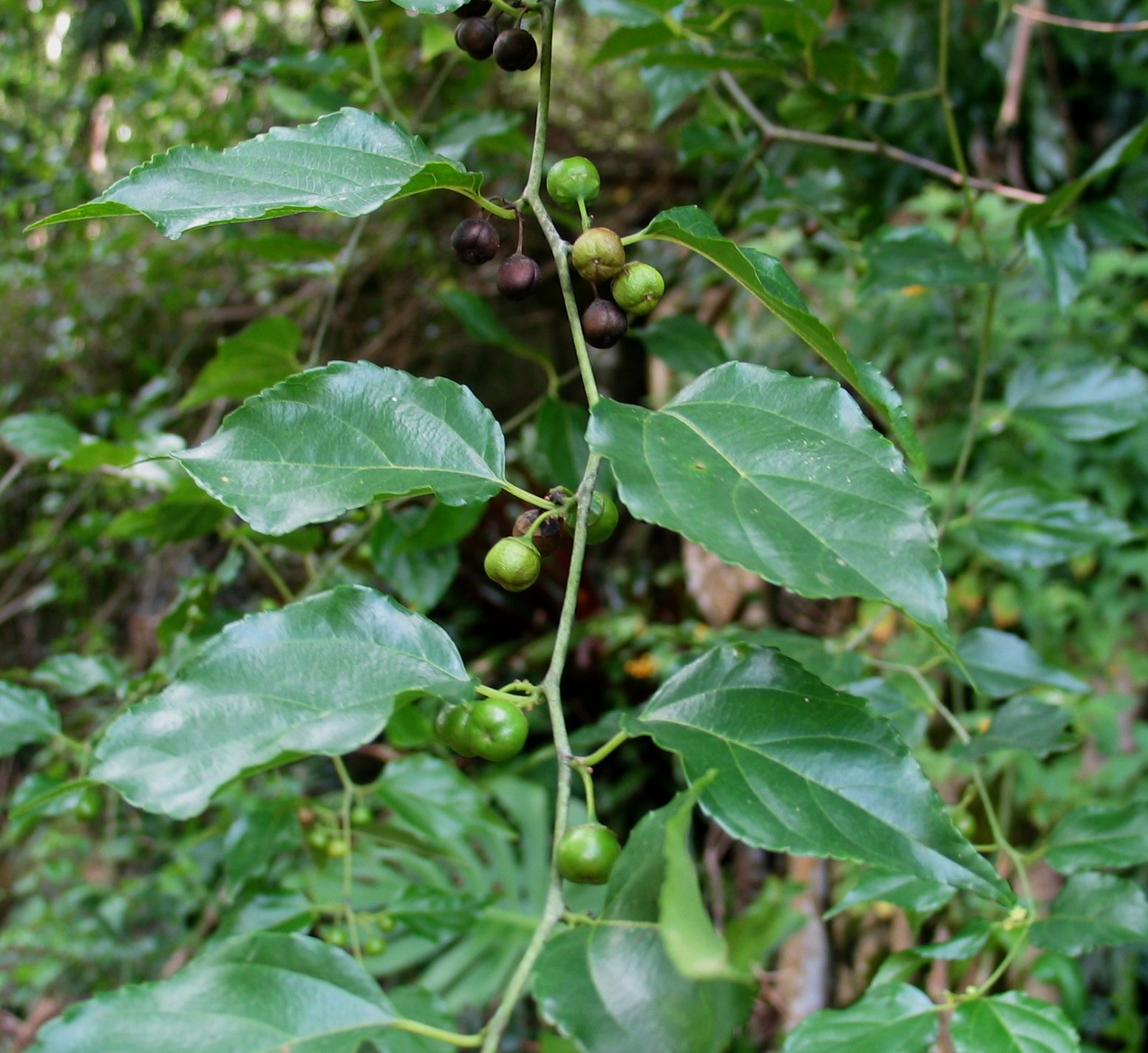
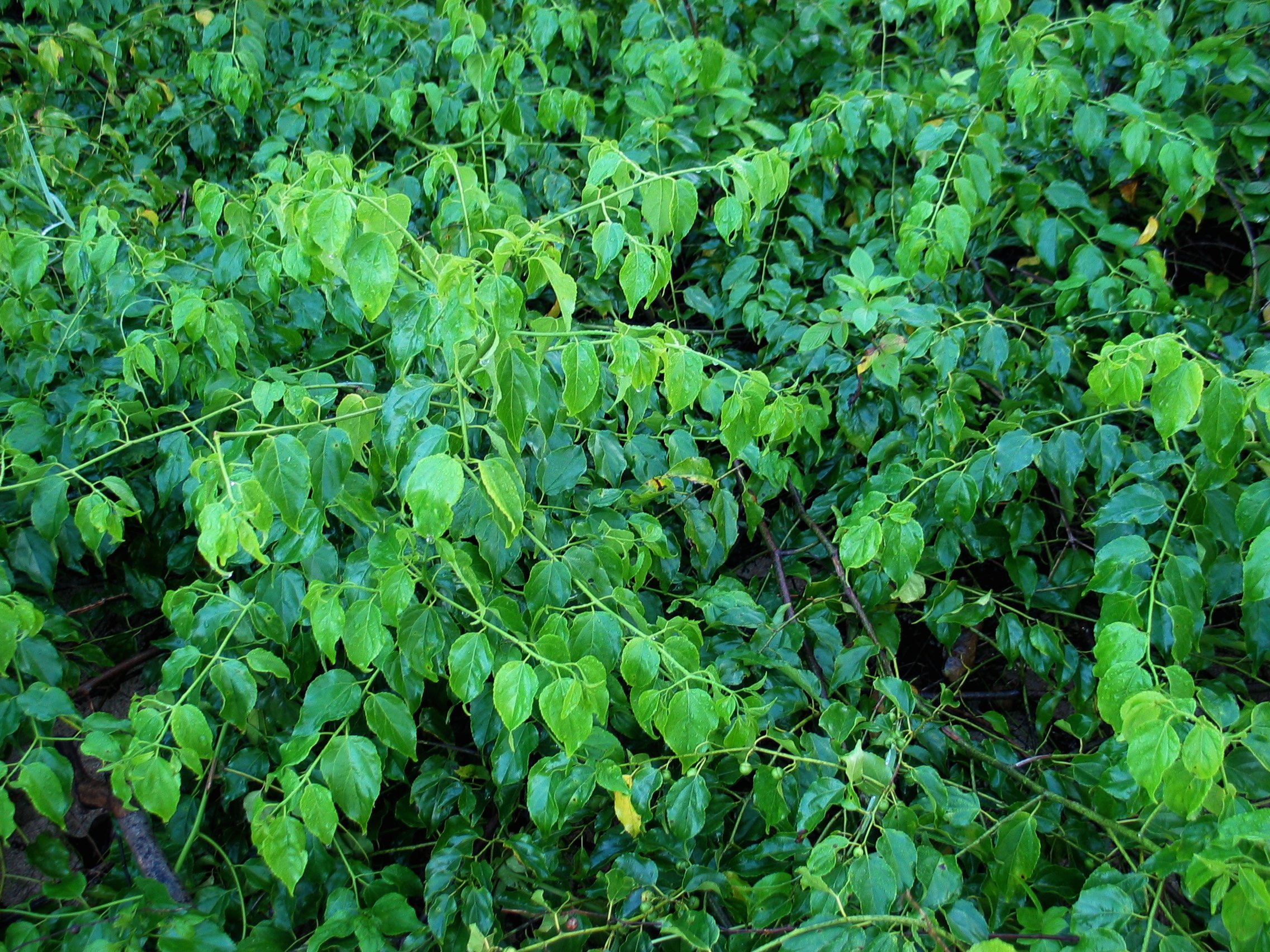
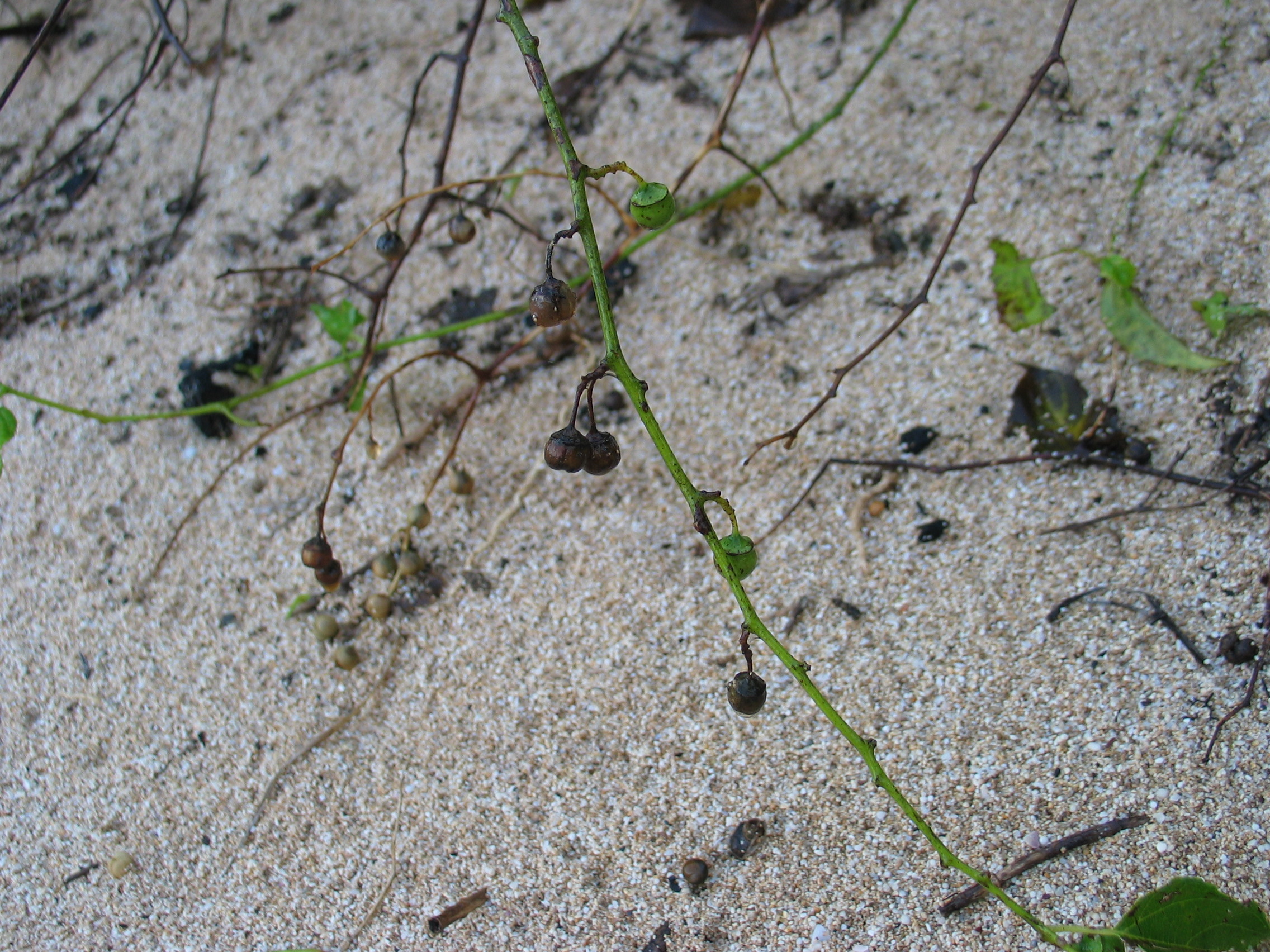
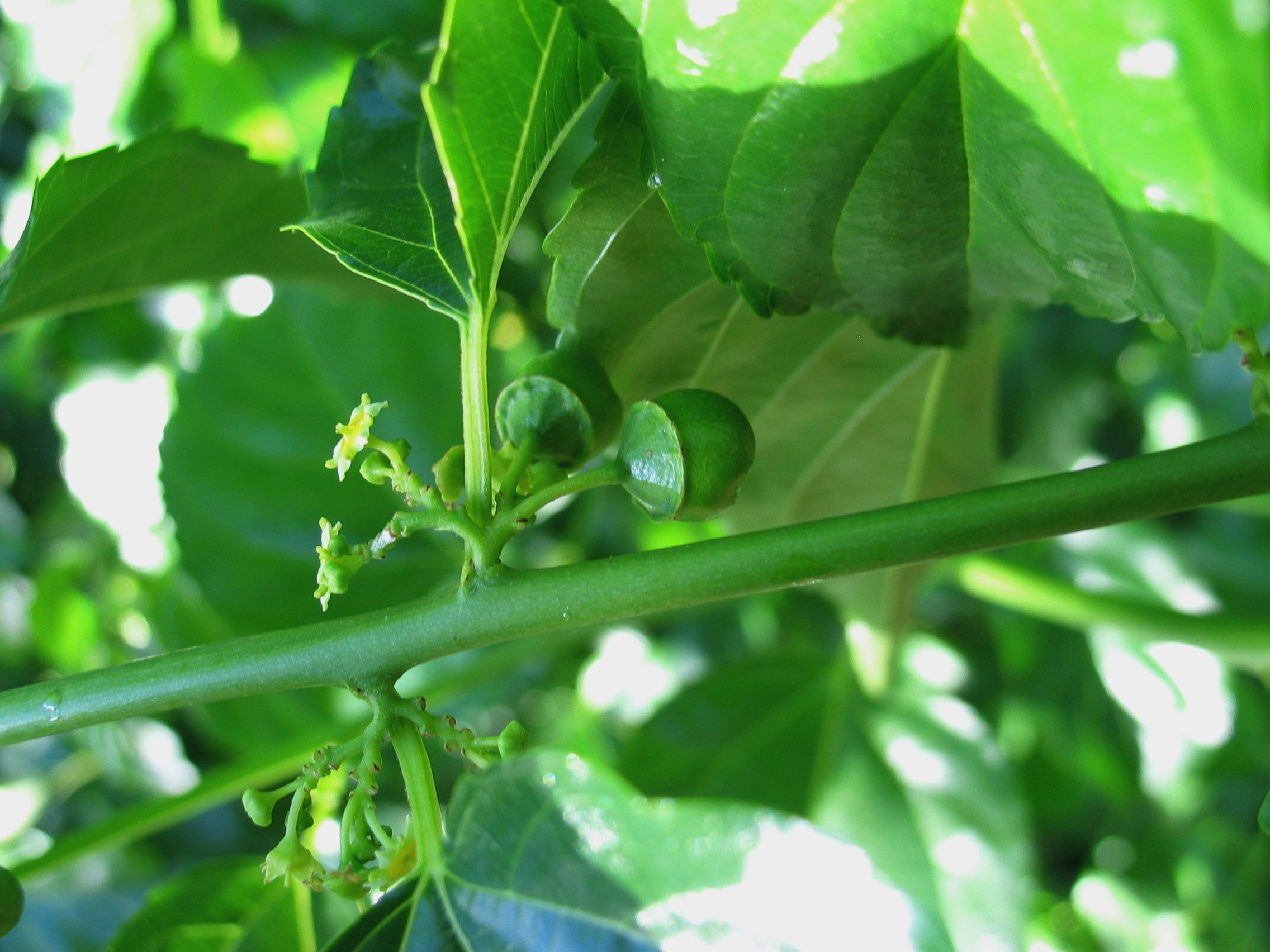
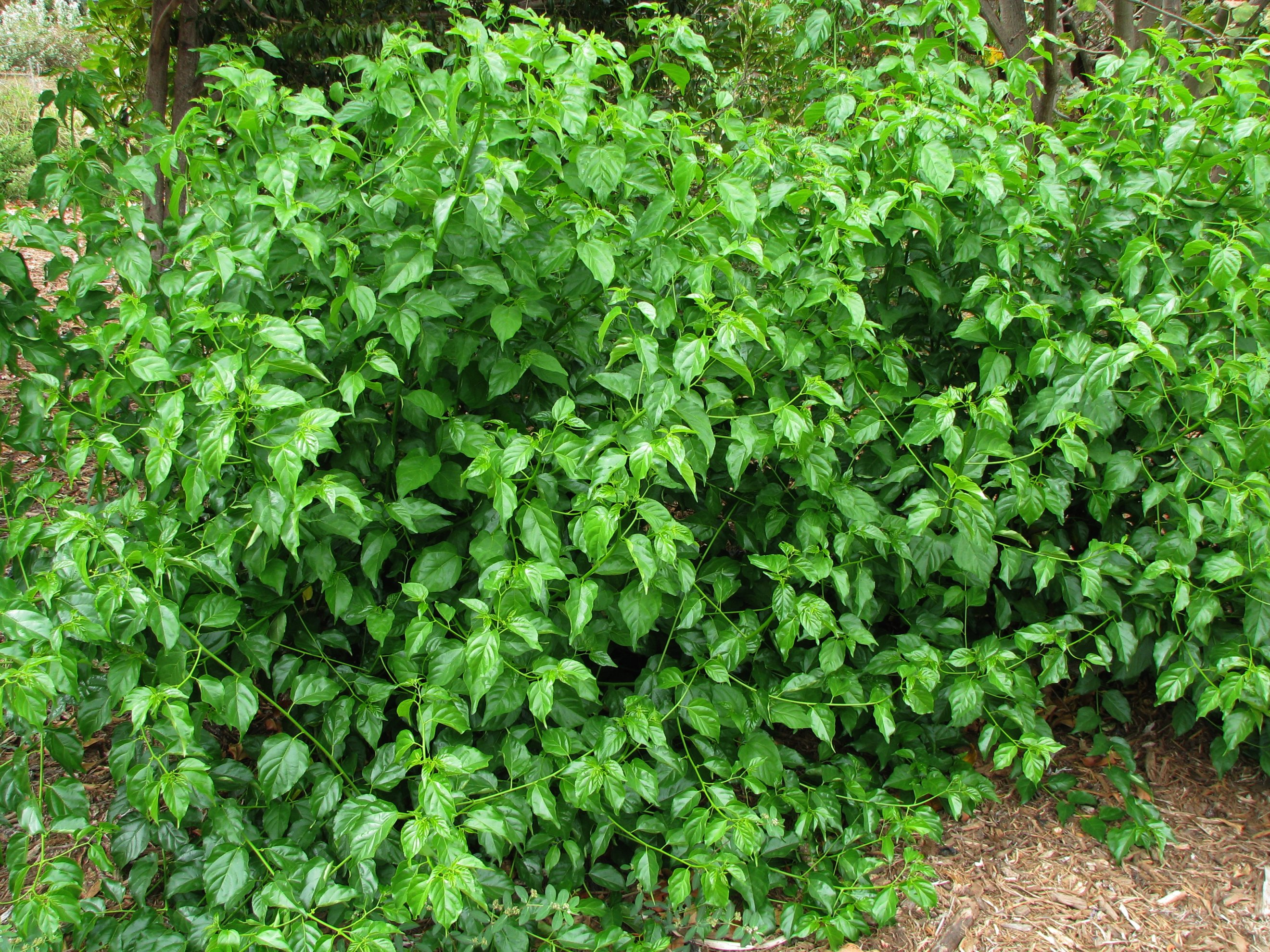

## Dottertaxa tillColubrina, i alfabetisk ordning[1]
- Colubrina acunai
- Colubrina alluaudii
- Colubrina angustior
- Colubrina arborescens
- Colubrina articulata
- Colubrina asiatica
- Colubrina beccariana
- Colubrina berteroana
- Colubrina californica
- Colubrina celtidifolia
- Colubrina cordifolia
- Colubrina cubensis
- Colubrina decipiens
- Colubrina ehrenbergii
- Colubrina elliptica
- Colubrina faralaotra
- Colubrina glabra
- Colubrina glandulosa
- Colubrina greggii
- Colubrina guatemalensis
- Colubrina heteroneura
- Colubrina humbertii
- Colubrina javanica
- Colubrina johnstonii
- Colubrina macrocarpa
- Colubrina nicholsonii
- Colubrina obscura
- Colubrina obtusata
- Colubrina oppositifolia
- Colubrina pedunculata
- Colubrina retusa
- Colubrina sordida
- Colubrina spinosa
- Colubrina stricta
- Colubrina texensis
- Colubrina travancorica
- Colubrina triflora
- Colubrina verrucosa
- Colubrina yucatanensis